# チャールズ・ネーピア・ヘミー
チャールズ・ネーピア・ヘミー（Charles Napier Hemy RA、1841年5月24日 - 1917年9月30日）はイギリスの画家である。1881年からコーンウォールの海岸の街、ファルマスで暮らし、同じコーンウォールの漁村、ニューリンに集まった「ニューリン派」の画家の一人とされる。

## 略歴
ニューカッスル・アポン・タインで生まれるが、1852年に家族と、オーストラリアに移住し、2年間メルボルンで暮らした。1855年にイギリスに戻り、船員や修道士として働いた後、画家を志し、ニューカッスル美術学校で、ウィリアム・スコット（William Bell Scott）に学んだ。1866年に結婚した後も、ベルギー、アントウェルペンの歴史画家、ヘンドリク・レイス（Hendrik Leys またはHenri Leys）のもとで学んだ。
1865年から、王立美術院の展覧会に出展した。1870年からロンドンに住み、1881年にコーンウォールのファルマスに移り、没するまでファルマスで活動した。コーンウォールに住むようになってからは、海洋画やラファエル前派のスタイルで沿岸の風景を描いた。友人にはジェームズ・ティソやエドガー・ドガ、ジェームズ・マクニール・ホイッスラー、ヘンリー・スコット・テュークらがいた。1890年に王立水彩画家協会の準会員、1897年に正会員、1897年に王立美術院の準会員、1910年に正会員に選ばれた。
日本で所蔵する美術館は少ないが、記念艦「三笠」が、「水雷艇夜戦の図」（1905年、縦151.8x横259cm）を所蔵している（旧松方コレクション）。

## 作品

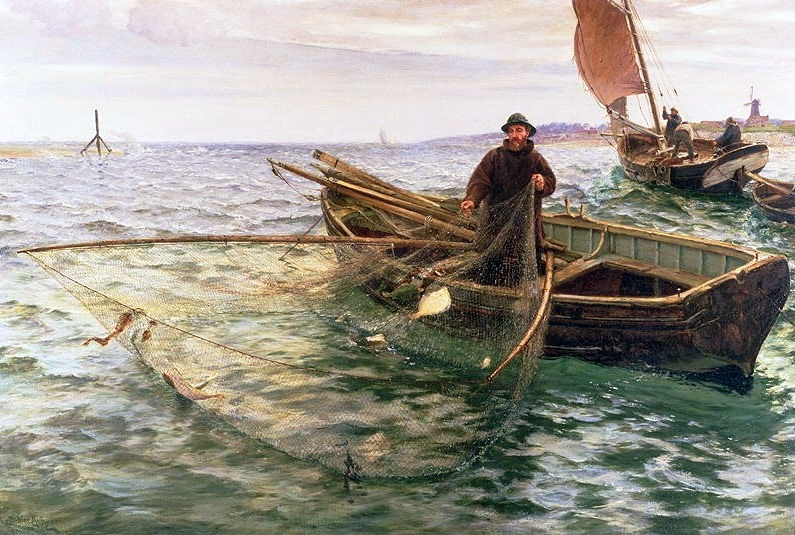
The Fisherman (1888)
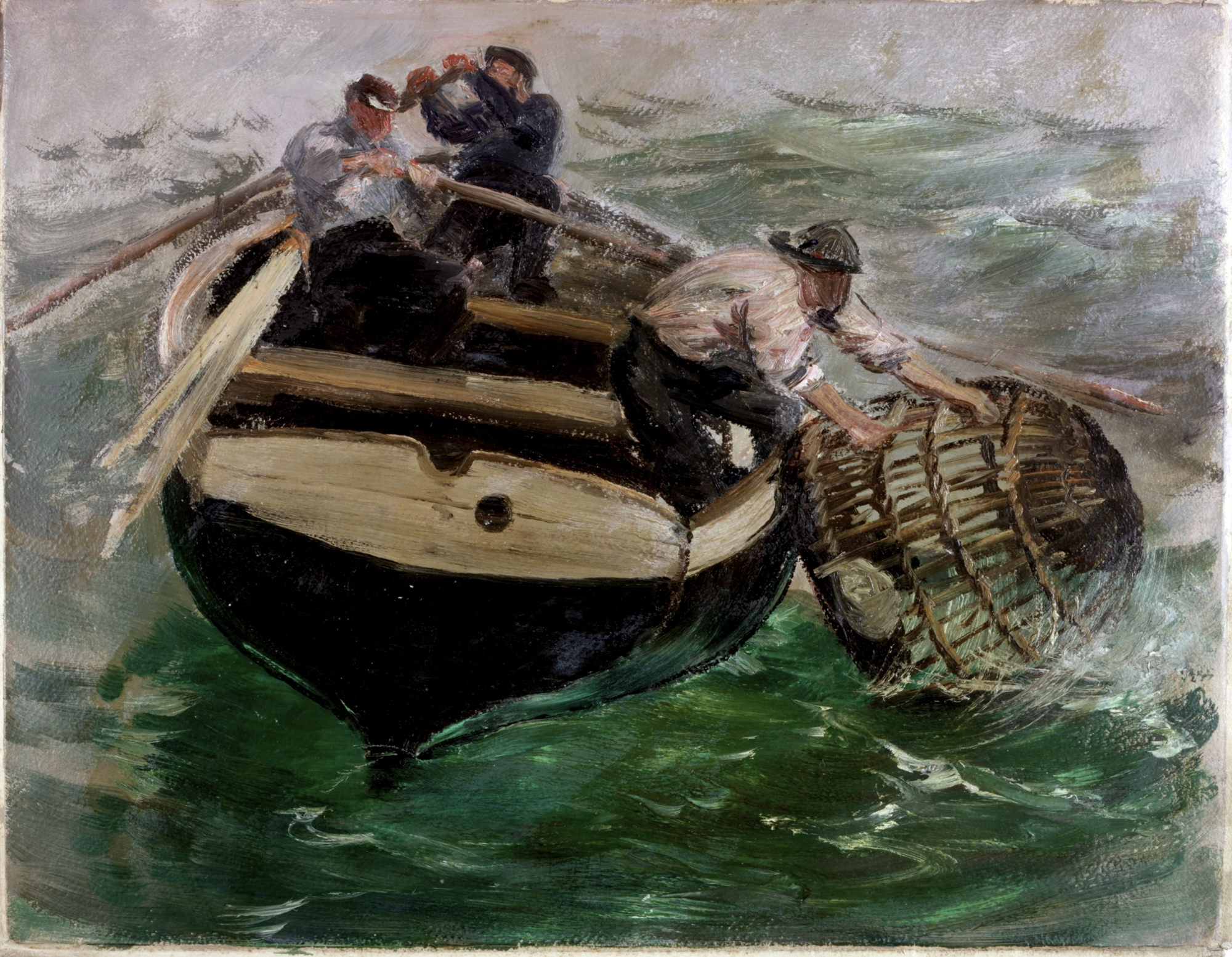
Hauling in Lobster Pots
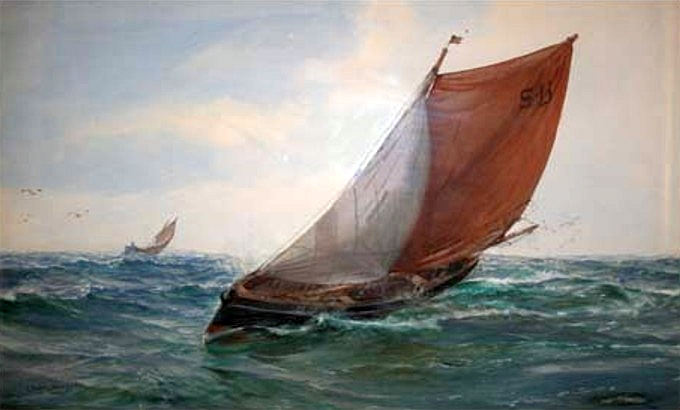
Running For Home(1899)
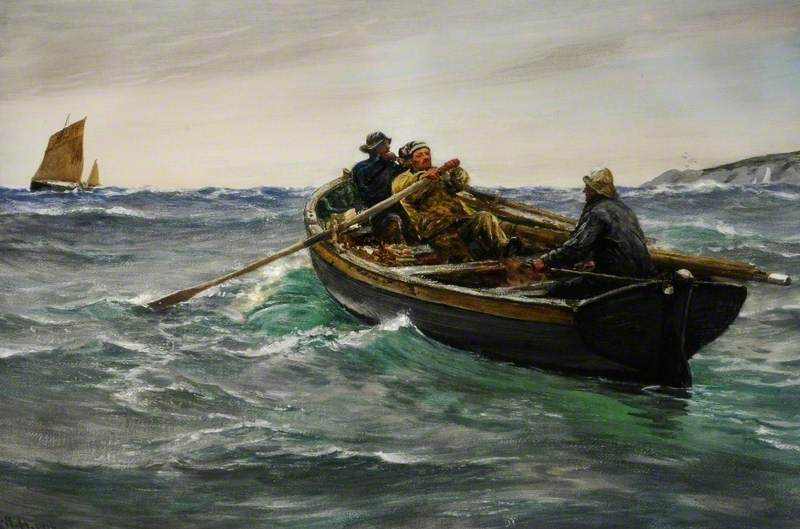
A Pull to Windward, Falmouth, Cornwall(1913)
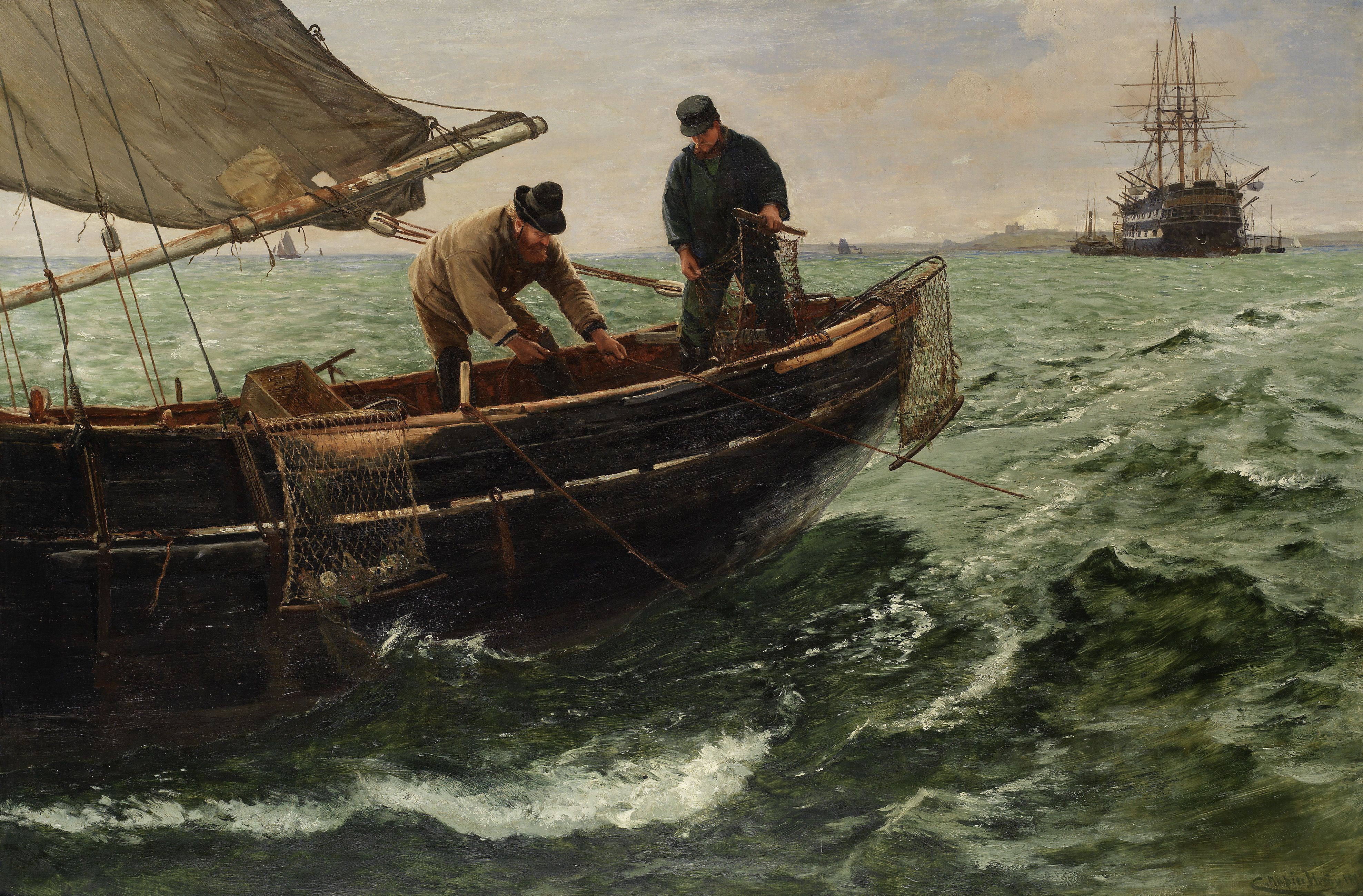
Falmouth Natives
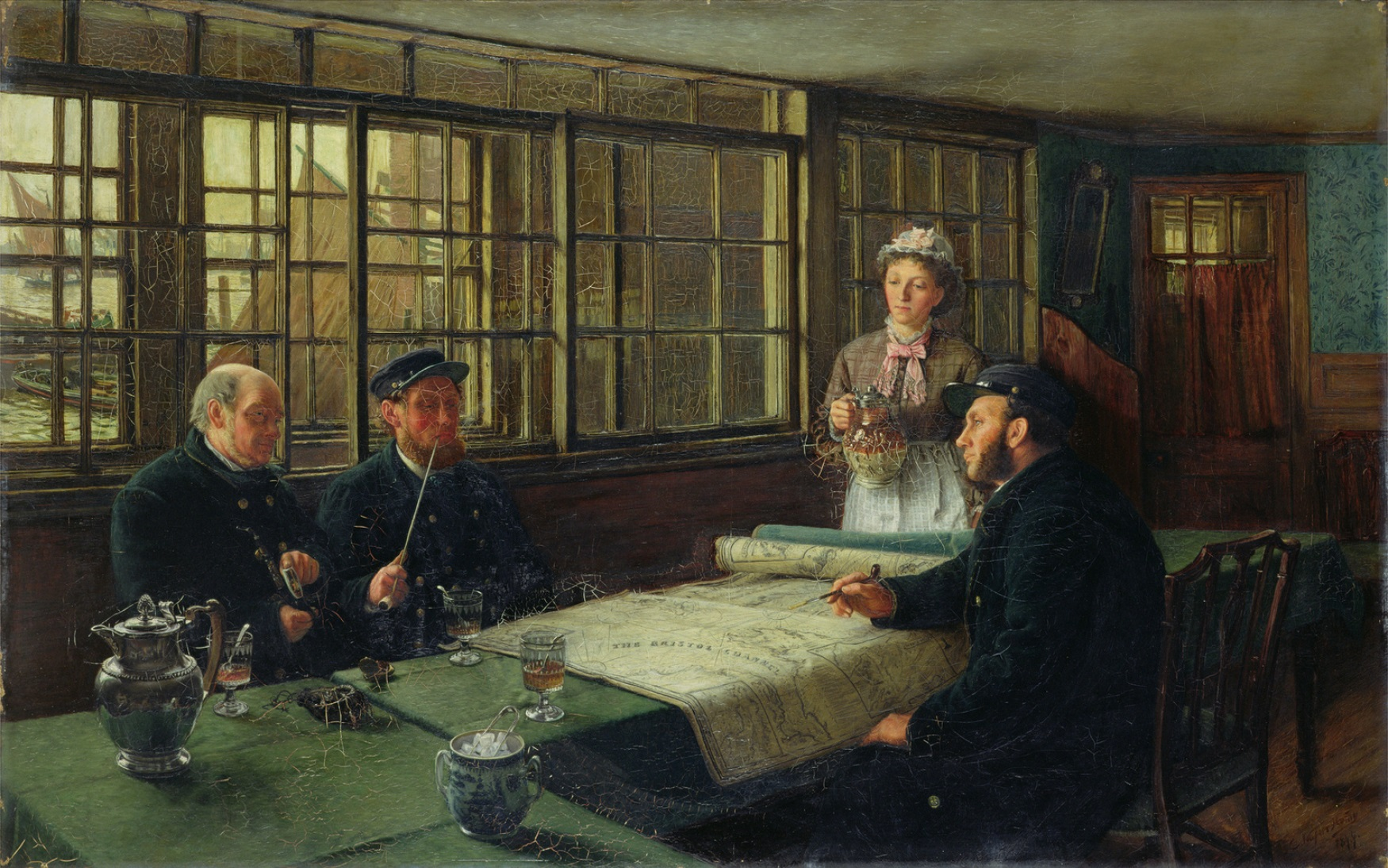
「航海の会議」(1877)